# Вернер Мумерт
Вернер Мумерт (на немски: Werner Mummert) (1897 – 1950) e немски офицер, служещ по време на двете световни войни. Роден в Лютевиц, Саксония, той се присъединява към немската армия през август 1914 г. Две години по-късно е лейтенант от резерва (Leutnant der Reserves). Остава в армията между двете световни войни.

## Повишения
- Подполковник от резерва (Oberstleutnant der Reserve) – 18 септември 1942 г.
- Полковник от резерва (Oberst der Reserve) – 1 февруари 1944 г.
- Генерал-майор от резерва (Generalmajor der Reserve) – 1 февруари 1945 г.

## Командвания
- 103-ти танково-гренадирски полк – 28 януари 1944 г.
- Танкова дивизия Мюнхеберг – януари 1945 г.

## Награди
- Танкова значка – бронзова
- Значка за близък бой – бронзова
- Значка за унищожен танк
- Значка за раняване – сребърна
- Железен кръст – II и I степен (1939 г.)
- Германски кръст – златен (11 януари 1942 г.)
- Рицарски кръст с дъбови листа и мечове
  - Носител на Рицарски кръст (17 август 1942 г.)[1]
  - Носител на 429-те дъбови листа (20 март 1944 г.)[1]
  - Носител на 107-те мечове (23 октомври 1944 г.)[1]
- Споменат в ежедневния доклад на Вермахтберихт

## Смърт
Мумерт умира в съветски военнопленнически лагер през януари или февруари 1950 г.